# Acilius duvergeri
Acilius duvergeri е вид насекомо от семейство Dytiscidae. Видът е световно застрашен, със статут Уязвим.

## Разпространение
Разпространен е в Алжир, Испания, Италия, Мароко и Португалия.